# アーヴィング・ラングミュア賞
アーヴィング・ラングミュア賞（アーヴィング・ラングミュアしょう、Irving Langmuir Prize in Chemical Physics）はアメリカ合衆国の科学賞。
アーヴィング・ラングミュアの功績を讃えて創設され、化学物理学や物理化学における10年以内の卓越した業績に対して、偶数年はアメリカ化学会から、奇数年はアメリカ物理学会から授与される。1931年に創設され、ゼネラル・エレクトリックの協賛により、賞金は1万ドル。

## 受賞者

### 第1期
- 1931年 ライナス・ポーリング
- 1932年 Oscar K. Rice
- 1933年 Frank Spedding
- 1936年 ジョン・G・カークウッド

### 第2期
- 1965年 ジョン・ヴァン・ヴレック
- 1966年 Herbert S. Gutowsky
- 1967年 ジョン・クラーク・スレイター
- 1968年 ヘンリー・アイリング
- 1969年 Charles Pence Slichter
- 1970年 ジョン・ポープル
- 1971年 マイケル・フィッシャー
- 1972年 Harden M. McConnell
- 1973年 Peter M. Rentzepis
- 1974年 Harry G. Drickamer
- 1975年 Robert H. Cole
- 1976年 ジョン・S・ウォー
- 1977年 Aneesur Rahman
- 1978年 ルドルフ・マーカス
- 1979年 Donald S. McClure
- 1980年 William A. Klemperer
- 1981年 Willis H. Flygare
- 1982年 Benjamin Widom
- 1983年 ダドリー・ハーシュバック
- 1984年 Robert W. Zwanzig
- 1985年 リチャード・ゼア
- 1986年 Sidney W. Benson
- 1987年 マーティン・カープラス
- 1988年 Richard B. Bernstein
- 1989年 Frank Stillinger
- 1990年 William H. Miller
- 1991年 リチャード・スモーリー
- 1992年 John Ross
- 1993年 J. David Litster
- 1994年 Robert G. Parr
- 1995年 George B. Benedek
- 1996年 W. Carl Lineberger
- 1997年 Jack H. Freed
- 1998年 アレクサンダー・パインズ
- 1999年 Daniel Kivelson
- 2000年 Richard J. Saykally
- 2001年 ルイ・ブラス
- 2002年 モスタファ・A・エル＝サイエド
- 2003年 Phaedon Avouris
- 2004年 Mark A. Ratner
- 2005年 David Chandler
- 2006年 F. Fleming Crim, Jr.
- 2007年 ガボール・ソモライ
- 2008年 Daniel M. Neumark
- 2009年 ウィリアム・モーナー
- 2010年 A. Welford Castleman Jr.
- 2011年 Stephen Leone
- 2012年 James L. Skinner
- 2013年 Wilson Ho
- 2014年 Mark A. Johnson
- 2015年 Jens K. Norskov
- 2016年 George C. Schatz
- 2017年 Emily A. Carter
- 2018年 George W. Flynn
- 2019年 Devarajan Thirumalai
- 2020年 Veronica Vaida
- 2021年 Jacob Klein
- 2022年 Heather C. Allen
- 2023年 Valeria Molinero
- 2024年 David N. Beratan
- 2025年 Sharon Glotzer
- 2026年 Attila Szabó